# Grewia limae
Grewia limae är en malvaväxtart som beskrevs av Hiram Wild. Grewia limae ingår i släktet Grewia och familjen malvaväxter. Inga underarter finns listade i Catalogue of Life.